# Euoticus
Euoticus (česky komba; toto jméno je nicméně používáno pro více odlišných rodů) je rodem strepsirhinního primáta z čeledi kombovití (Galagidae). Jsou známy celkem dva druhy: komba krátkouchá – Euoticus elegantulus (Le Conte, 1857) a komba rezavá – Euoticus pallidus (Gray, 1863), komba rezavá dále vytváří dva poddruhy Euoticus pallidus pallidus (Gray, 1863) a Euoticus pallidus talboti (Dollman, 1910). Současný rod Euoticus historicky tvořil podrod rodu Galago, došlo nicméně k osamostatnění. Komba hnědá (Galago matschiei) je v některých systémech vedena jako třetí druh rodu Euoticus, jindy se řadí do rodu Galago.
Komby rodu Euoticus se vyskytují na západě Afriky, areál výskytu obou druhů je rozdělen kamerunskou řekou Sanaga. Komba krátkouchá se vyskytuje směrem jižně od Sanagy v Kamerunu, Konžské republice, Gabonu a Río Muni (pevninská Rovníková Guinea). Komba rezavá se vyskytuje severně od Sanagy v Kamerunu, jihovýchodní Nigérii a na ostrově Bioko.
Oba druhy dosahují délky těla 18,2 až 21 cm a hmotnosti 270 až 360 g. Ocas je delší než tělo, měří 28 až 31 cm. Čenich je krátký a tupý, oči velké, se světle oranžovým zbarvením. Výrazně podlouhlé dolní řezáky vytvářejí zubní hřebínek. Ruce a nohy jsou v poměru k tělu velké, nehty na prstech končetin vybíhají do ostré jehlovité špičky, což napomáhá šplhání po stromech. Komby rodu Euoticus mají jako jediní kombovití pouze jeden pár mléčných bradavek.
Oba druhy žijí v primárních i druhotných lesích. Komby rodu Euoticus se potravně specializovaly na konzumaci pryskyřice. Tato potravní adaptace se odráží i v anatomii střev, která vykazují specializace nepozorované u jiných kombovitých. Zajímavé je, že komby zřejmě samy nedokáží poškodit kůru zdravých stromů a jsou tedy závislé na přítomnosti jiných živočichů poškozujících stromovou kůru.